# Crispino e la comare
Crispino e la comare és una òpera buffa en tres actes composta pels germans Luigi i Federico Ricci, sobre un llibret de Francesco Maria Piave.
Es va estrenar al Teatro San Benedetto de Venècia el 28 de febrer de 1850. L'obra es va fer molt popular a Itàlia i a tot Europa en la segona meitat del segle xix. Es va fer molt coneguda gràcies a les companyies italianes d'òpera que feien gires a Amèrica i a Àsia. Es va estrenar a Catalunya i Espanya el 18 de març de 1854, al Gran Teatre del Liceu de Barcelona. Més tard es va estrenar a Londres, al St James's Theatre, el 1857, a Calcuta el 1867 i a Melbourne el 1871. El 1879 es va interpretar en el Teatre Real de Madrid, un escenari al qual va tornar regularment en temporades successives. És considerada una de les millors òperes bufes italianes del segle xix.

## Personatges
| Paper                                          | Veu          | Repartiment de l'estrena 28 de febrer de 1850 |
| ---------------------------------------------- | ------------ | --------------------------------------------- |
| Crispino Tacchetto, sabater                    | baix         | Carlo Cambiaggio                              |
| Annetta, esposa de Crispino                    | soprano      | Giovannina Pecorini                           |
| Lisetta                                        | mezzosoprano | Paolina Prinetti                              |
| La bruixa                                      | mezzosoprano | Giovannina Bordoni                            |
| Fabrizio, metge                                | baríton      | Luigi Rinaldini                               |
| Mirabolano, metge i farmacèutic                | baix         | Luigi Ciardi                                  |
| Contino del Fiore, noble toscà                 | tenor        | Giuseppe Pasi                                 |
| Don Asdrubale di Caparotta, propietari sicilià | baix         | Angelo Guglielmini                            |
| Bortolo, paleta                                | tenor        |                                               |

## Argument
L'acció se situa a la Venècia del segle xvii.
Crispino és un pobre sabater que amb prou feines pot guanyar-se la vida amb el seu treball. Se li apareix una misteriosa dama (la Bruixa, la comare que és, en realitat, la Mort) que li anima a exercir la medicina, malgrat que ni tan sols sap llegir. Crispino té èxit en aquesta professió, amb l'ajuda de la Mort: si Crispino la veu, és que el pacient no té remei i, si no, guarirà recepti el que recepti. Així, el nou doctor és capaç de predir la curació de Bortolo i Lisetta i la mort d'Asdrubale. No obstant això, l'èxit se li puja al cap i comença a maltractar la seva esposa, l'Annetta. La Bruixa li fa adonar-se dels seus errors i l'amenaça de mort. Cristino se'n penedeix i es reconcilia amb Annetta.